# مدیریت فروش
مدیریت فروش (انگلیسی: Sales management) یک رشته در بازرگانی و کسب و کار است که بر کاربرد عملی تکنیک‌های فروش و مدیریت عملیات فروش در شرکت‌ها تمرکز دارد. مدیریت فروش محصولات و خدمات، یکی از مهم‌ترین بخش‌های کسب و کار شرکت‌ها بشمار می‌آید که اغلب سود خالص آنها از طریق این بخش تأمین می‌شود. مدیریت فروش به نحوه اداره فروش محصولات تولیدی یا خدمات قابل ارائه شرکت‌ها اطلاق می‌شود، که شامل برنامه‌ریزی، اجرا و کنترل فروش، همچنین بکارگیری، آموزش، ایجاد انگیزش و ارزیابی کارکنان بخش فروش را در بر می‌گیرد.